# Flugplatz Döberitz

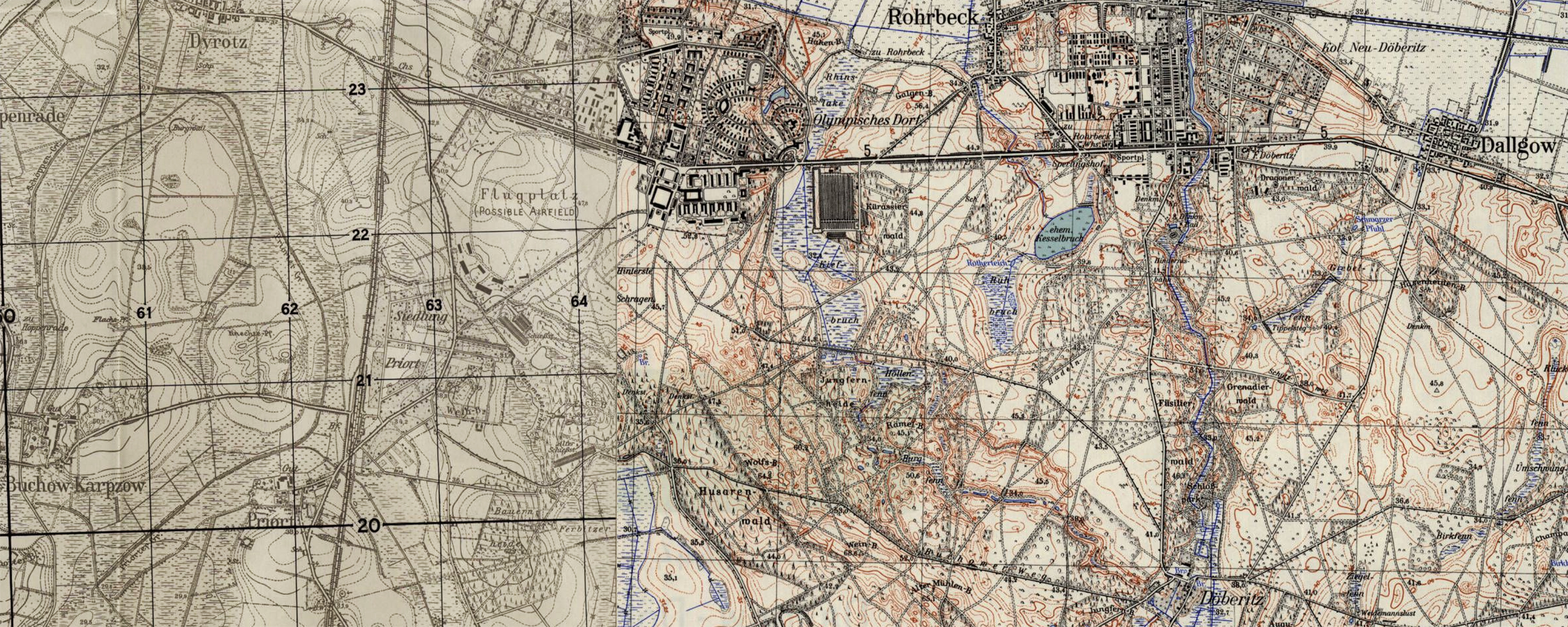
Lage des Flugplatzes Döberitz in den 1930er Jahren in den Messtischblättern 3443 und 3444 der Preußischen Landesaufnahme

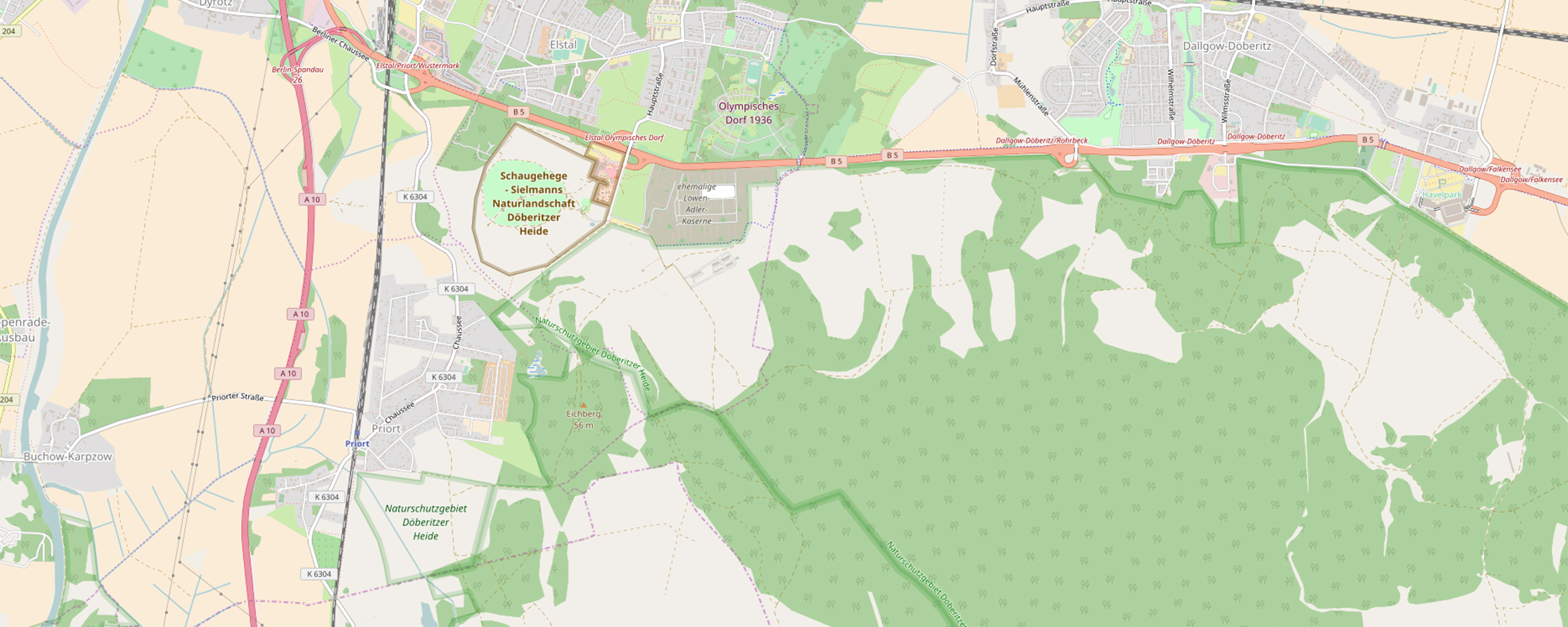
OpenStreetMap-Kartenausschnitt von 2017 zum Vergleich

Der Flugplatz Döberitz ist ein ehemaliger deutscher Militärflugplatz in Brandenburg, rund 25 Kilometer westlich von Berlin an der Straße Berlin–Hamburg (B 5), der Anfang 1910 mit der Aufstellung des Provisorischen Fliegerkommandos Döberitz als erster Militärflugplatz der Luftstreitkräfte des Deutschen Kaiserreiches eingerichtet wurde. Im Mai 1910 nahm die Provisorische Fliegerschule Döberitz ihren Betrieb auf. Der Fliegerhorst war ein Teil des Truppenübungsplatzes Döberitz. Der Flugplatz Döberitz ist der Ursprungsort der Luftstreitkräfte des Kaiserreichs.

## Geschichte

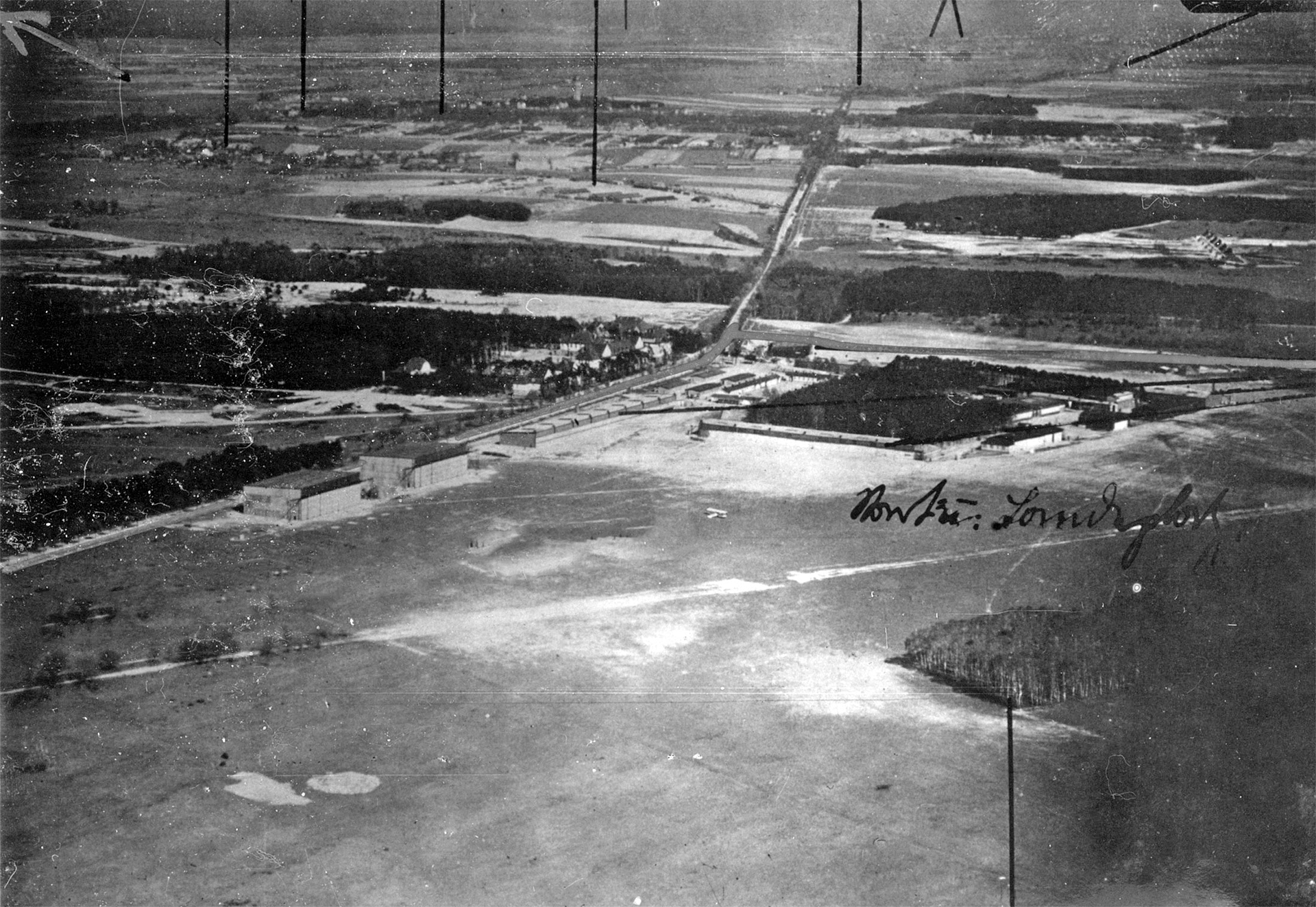
Schrägluftbild des Flugplatzes Döberitz aus südwestlicher Richtung, ca. 1917 (veröffentlicht im Flugplatz-Atlas)

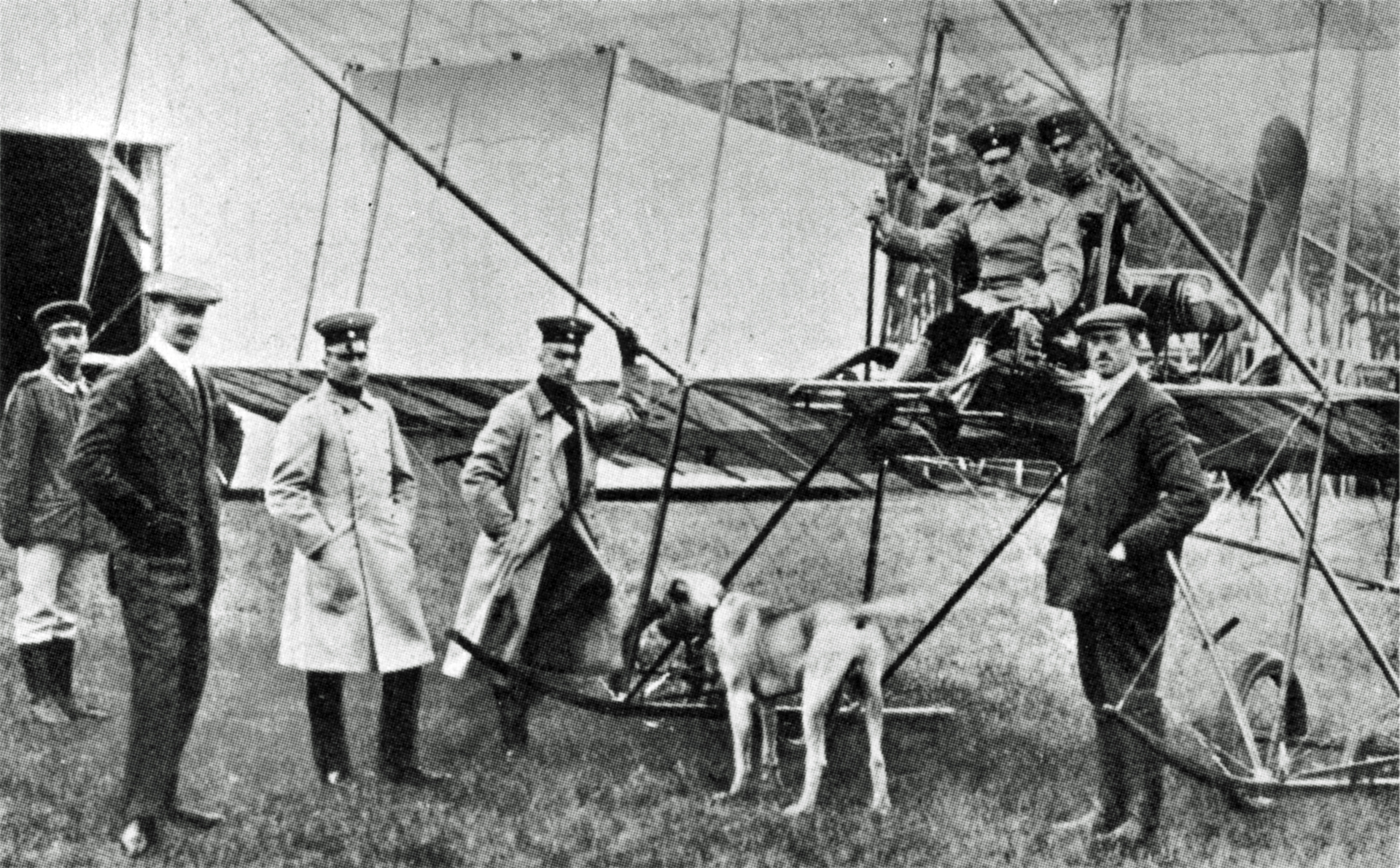
Der Fluglehrer Simon Brunnhuber (rechts) 1910 auf dem Flugplatz Döberitz bei der Ausbildung der ersten deutschen Militärpiloten auf einer Farman III

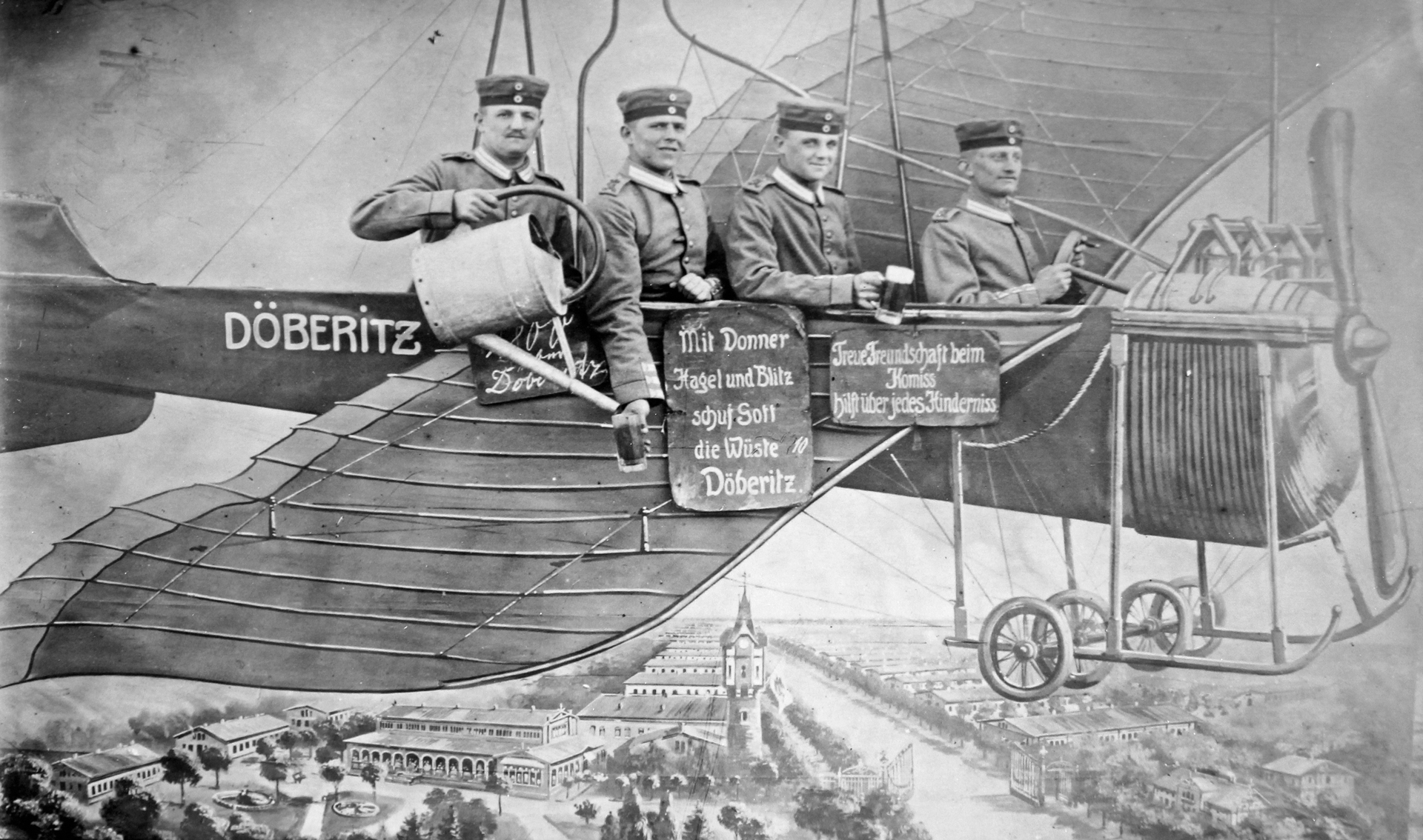
Militär-Erinnerungsfoto vom Truppenübungsplatz Döberitz, Mai 1914

### Anfänge
Im Jahr 1901 erhielten die Feldluftschiffer der Luftschiffertruppen das erste Luftschifferbataillon, das am Standort Döberitz untergebracht wurde; die Luftschiffe operierten jedoch vom Flugplatz Berlin-Staaken aus.
Trotz der Schwerpunktsetzung der deutschen Luftstreitkräfte auf die Luftschifffahrt wiesen einige hochrangige Offiziere, die die Zukunft der Luftfahrt in den neuen ab 1909 auch auf dem Flugplatz Berlin-Johannisthal ständig präsenten Flugzeugen sahen, das Kriegsministerium auf die Bedeutung der neuen Apparate hin. Daraufhin wurde am 1. Mai 1910 die „Provisorische Fliegerschule Döberitz“ auf dem Flugplatz Döberitz, dessen Start- und Landefläche dazu seit März 1910 von Heerespionieren planiert worden war, offiziell eröffnet.
Die ersten Militärpiloten wurden ab Mai 1910 auf Kosten und organisiert von Walther Huth (ein Gründer der Albatros Flugzeugwerke) auf einer aus Frankreich importierten Farman III ausgebildet. Der erste Fluglehrer der Fliegerschule Döberitz war Simon Brunnhuber, der Chauffeur Huths, der auf Kosten von Huth in Frankreich bei Hubert Latham zum Piloten ausgebildet worden war. Der befehlshabende Offizier war Hauptmann Wolfram de le Roi. Die Ausbildung Brunnhubers im Jahr 1910 verlief unfallfrei. Die von Huth bis dahin dem Militär unentgeltlich überlassene Farman III wurde daraufhin am 18. Dezember 1910 als erstes deutsches Militärflugzeug mit der Heeresbezeichnung „B 1“ angekauft. Zu den ersten ausgebildeten Offizieren gehörten Oberleutnant Franz Geerdtz (1877–1958) und die Leutnants Walter Mackenthun, Rudolf Freiherr von Thüna sowie Eugen von Tarnóczy.
Die Soldaten waren zu Beginn in Großzelten untergebracht. Bis 1914 wurden sie – mit Zwischenstation in Wellblechbaracken – in feste Häuser umgesiedelt; das Lager, Barackenlager genannt, entstand an der Berlin-Hamburger-Chaussee zwischen den heutigen Ortsteilen Rohrbeck im Westen und Dallgow im Osten.
Da die Luftwaffe bis dahin keine eigene Waffengattung war, unterstand sie dem Heer.

### Ab 1914
Es wurde die zentrale Ausbildungs- und Erprobungsstelle der neu formierten Luftstreitkräfte eingerichtet. „Fliegerasse“ beider Weltkriege wurden hier ausgebildet. Nach 1918 von der Interalliierten Luftfahrt-Überwachungs-Kommission (ILÜK) überwacht, wurden viele der kriegstechnischen Anlagen (darunter der erste Flugsimulator) demontiert oder zerstört. Bis 1930 bot er auch Verstecke für die Schwarze Reichswehr.

### Zeit des Nationalsozialismus
Während der Zeit des Nationalsozialismus entstand in Döberitz eines der größten militärischen Schulungszentren für Piloten der Wehrmacht. Die zum Übungsplatz gehörenden Kasernen befanden sich weiter auf dem Gelände des alten Truppenübungsplatz Döberitz. Daher war hier auch die Erprobung und Ausbildung der Fallschirmjäger ideal. Im Jahre 1936 wurden Vorläuferverbände der späteren Fallschirm-Panzer-Division 1 Hermann Göring hier aufgestellt und ausgebildet, im gleichen Jahr die Legion Condor. Ab 1942 entwickelte Mario Zippermayr hier neue, zum Teil innovative Waffensysteme, wie beispielsweise Hochgeschwindigkeitsflugzeuge und das Hexenkesselprojekt. Der deutsche Flugbetrieb wurde 1945 eingestellt.

### Ab 1945
Nach der Einnahme des Platzes durch Einheiten der Roten Armee wurde der Flugplatz von sowjetischen Militärfliegern bis 1960 genutzt. Wegen technischer Mängel stillgelegt, wurde der Flugbetrieb nach Oranienburg verlegt.

### Naturschutzgebiet
Im Jahr 2000 wurden im Zuge von Renaturierungsmaßnahmen im Zusammenhang mit der Deklarierung der Döberitzer Heide als Naturschutzgebiet (1997) alle verbliebenen Anlagen des Flugplatzes abgerissen.

## Ausbilder und Absolventen
- Oswald Boelcke
- Simon Brunnhuber, erster Fluglehrer deutscher Militärpiloten
- Ernst Canter
- Adolf Galland
- Max Immelmann
- Walter Mackenthun
- Friedrich von Mallinckrodt
- Hans-Joachim Marseille
- Manfred von Richthofen
- Eugen von Tarnóczy
- Kurt Wolff